# 単価
単価（たんか）とは、とある品物単位あたりの価格。製品, 商品一個, 一キロ.1グラム、リットルなどの単位当たりの価格。(現代大辞典(1922)〈木一ミ,堀田.小堀,阪部〉経済用語「単価(タンカ))

## ユニットコスト
そのうちユニットコスト（Unit cost）は 、企業や店舗で特定製品販売のために負担し生成される１単位あたりの費用（コスト）。製造に関わるすべての固定費用とすべての変動費用が含まれる。 

### 原価単位とユニットコスト
単位あたり費用・原価単位は、任意の商品・製品を最小単位で購入するための標準単位。ユニットコストは、任意の標準単位で購入するための最小費用。
日本でカタカナでユニットコストというと、航空会社等航空業界で使用され、1座席を1キロメートル運ぶのにかかる費用で使用されている。

## ユニットプライス
製品100グラム当たり120円といったグラム単価や容量単価など、単位あたりの価格を表示する販売表現方式はユニットプライス（unit price)制と呼ばれる。
同一単位で表示する事で、他との比較がしやすい、というメリットがあるが、日本でカタカナでユニットプライスと表記の場合は一般に金融・証券用語として使用されている。
各特別勘定 (保険)の資産1ユニット（1口）に対する価格のことで、ユニット単位価格とも呼ばれ、特別勘定の運用を開始した時点を100として指数化し、契約者の積立金額はユニットプライス×保有ユニット数（保有口数）で計算されている。
このため、特別勘定の運用実績に応じて変化する。 

### 目的と有益性
単価あたりの価格の指標では、マーケティング担当者は「異なるサイズの商品を含む製品ライン内の意味のある平均販売価格を計算する」ことができる。
多くのブランドや製品ラインには複数のモデル、バージョン、風味、色、サイズ、またはより一般的には在庫管理単位（SKU）が含まれている。たとえばBrita浄水器は、いくつかのSKUで販売されている。それらは、シングルフィルターパック、ダブルフィルターパック、およびクラブショップに限定されることがある特別なバンド付きパックで販売されている。それらは独立型で、そして投手と組み合わせて販売されている。これらのさまざまなパッケージや製品フォームは、SKU、モデル、アイテムなどと呼ばれることがある。
統計単位あたりの価格から収集された情報は、市場内の価格変動を考慮するのに役立つ。統計単価は、単価平均と組み合わせて'ミックス'（異なる価格のSKUによって生み出された売上の割合）の変化に対する市場の平均価格の変化の程度に対する洞察を提供する。個々のアイテム、たとえば小売店での大型アイスクリームと小型アイスクリームの売上げの相対的な増加など、ミックスの変更は平均単価に影響するが、統計単価あたりの価格には影響しない。ただし、統計単位を構成するSKUの価格変更は、その統計単位の価格の変更に反映される。

### 平均価格
類似用語に平均価格（へいきんかかく）があり、これはごく単純には総売上高を総売上高で割ったものである。ただし、多くの製品はボトルサイズなど、さまざまな方法で販売されているため、このような場合管理者は課題直面するが「比較可能な」単位を決定する必要がある。平均価格は異なる製品販売価格を各製品バリアントの販売単価（ミックス）の割合で重み付けすることによって計算できる。実際のサイズと品種の組み合わせではなく、標準を定めた場合に結果は統計単位あたりの価格になるため、統計単位は等価単位とも呼ばれる。 
単位当たりの平均価格および統計単位当たりの価格は、異なるパッケージ、サイズ、フォーム、または構成で同じ製品をさまざまな異なる価格で販売するマーケティング担当者に必要である。さまざまなチャネルの分析と同様にこれらの商品および価格の変動は、全体的な平均価格に正確に反映されなければならない。そうでない場合、マーケティング担当者は価格に何が起きそしてその理由を見失う可能性がある。たとえば、各製品バリエーションの価格が変更されないままで、販売数量の組み合わせが変化した場合、1単位あたりの平均価格は変わるが、1統計単位あたりの価格は変わらない。測定基準は両方とも、市場動向を識別する価値がある。約200人の上級マーケティングマネージャを対象とした調査では「平均単価」測定基準がビジネスの管理と監視に非常に有用であると回答したのは51パーセントであった。
単価は小売業では、単一の単価よりも多い、または少ない単価で販売される製品の価格である。ユニットコストは食品パッケージのポンド、クォート、またはその他の重量または体積の単位あたりの価格をいい、通常、食品の下の棚に掲示されている。棚タグには、食品の合計価格（商品価格）と1単位あたりの価格（単価）が表示される。
調査によると、スーパーマーケットの単価情報を使用する方法を習得すると、買い物客は17から18パーセント節約できるようになるが、この数字は時間の経過とともに減少する。
単位当たりの平均価格
他のマーケティングの平均値と同様に「単位 02.00 あたりの平均価格は、1会社の合計から、または価格や個々のSKUの株式のいずれかから計算することができる。」
1単位あたりの平均価格（$） =収入（$）/販売数
または
平均単価（$） = [SKU 1の価格（$）* SKU 1の売上高の割合（パーセント）] + [SKU 2の価格（$）* SKU 2の売上高の割合（パーセント）] +。。。
1単位あたりの平均価格は個々のSKUの単価と単価の両方に依存する。1口当たりの平均価格は、単価の上昇、高価格のSKUの単価の上昇、またはその2つの組み合わせによって上昇する可能性がある。SKU株の変動に左右されない「平均」価格測定基準は、統計単位あたりの価格である。 
統計単位当たりの価格
統計単位あたりの価格（$） = 統計単位を含むSKUのバンドルの合計価格（$）
プロクター・アンド・ギャンブルやその他会社は多種多様な製品サイズ、パッケージタイプ、および製品処方の価格を監視することにおいて課題に直面している。一部のブランドには25から30もの異なるSKUがあり、各SKUには独自の価格がある。このような状況で、競合他社の商品と比較するため、または価格が上昇しているのか下落しているのかを追跡するために、マーケティング担当者はブランドの全体的な価格レベルをどのように判断するか？1つの解決策は「統計的ケース」としても知られている「統計単位」、または体積測定または重量測定では単位リットルまたは単位トンである。たとえば、288オンスの液体洗剤の単位的なケースは、次のように定義される。
4オンスボトル4本= 16オンス
12オンスのボトル12本= 144オンス
32オンスボトル2本= 64オンス
64オンスボトル1本= 64
こうした統計的ケースの内容は、12本の12オンスボトルの標準ケースと同じオンス数を含むように慎重に選択されている。このように、統計的なケースは標準的なケースにサイズが匹敵する。統計的なケースの利点は、その内容が会社が実際に販売しているSKUの組み合わせに近いということである。
液体洗剤の単価的事例はボトル全体で満たされるが、他の例では、統計的単位は、その総含有量が必要とされる容積または重量の合計と一致するように特定の包装サイズの分数を含み得る。
統計単位は固定割合の異なるSKUで構成されている。これらの固定比率により、統計単位の価格の変動がそれを構成するSKUの価格の変動のみを反映するようになる。
統計ユニットの価格はそれを構成するSKUのバンドルの合計金額として、またはその合計金額をそのコンテンツの合計量で割ったものとして表現できる。前者は「統計単位あたりの価格」と呼ばれることがある。後者は、「統計単位あたりの単価」である。

### あたり単価
あたり単価という観念は、まとめて購入する購入者にとっての評価方法でもある。購入者は1万個のウィジェットを購入しようとしているとし、Seller Oneは、1000個のウィジェットをまとめて5000ドルでパッケージし、出品者Twoは5000個のウィジェットをまとめて25000ドルでパッケージし、売り手Threeは、2000ドルで一緒にパッケージされた500のウィジェットを提供しているとし、3人の売り手全員が買い手に合計10000個のウィジェットを提供でき、Seller Oneは、5ドルの単価でウィジェットを提供し、Seller Twoは、5ドルの単価でウィジェットを提供している。出品者Threeは単価4ドルでウィジェットを提供しているが、このとき買い手は、3つの売り手それぞれが提供するパッケージを評価するために単価を使用し、売り手3が最良の値、最良の価格でウィジェットを提供していることがわかる。 
一括購入で販売された商品の販売 契約における一般的な評価方法である。したがって、株価は単価の形である有価証券などの株式で多くの場合、多数の単位を含むバルクで販売されている 。
このため、商品取引でよく使用される。

### 積算方式
国土交通省では建設に関する積算業務について、受発注者双方の積算労力の軽減等を目的とした「ユニットプライス型積算方式」を2004年度（平成16年度）から一部の工事で試行してきた。しかしながら当該積算方式について価格の妥当性への懸念、価格の透明性確保等の課題が指摘される。このため2012年（平成24年）から積算の効率化の一層の促進と「ユニットプライス型積算方式」の課題を改良した新たな積算方式として『施工パッケージ型積算方式（仮称）』を土木工事において試行導入している。

## 積算採用単価
建設請負工事の積算において、材料などの価格の取り決めは、 国土交通省の土木工事標準積算基準書に記載されている。総則の「第2章 工事費の積算」にある材料単価の決定方法に基づく。 材料などの単価の採用方法は、 発注機関によって、考え方が少しずつ異なるので注意が必要である。
材料単価の決定の仕方は、順にわけて6つの段階がある。
1. 局設定単価による場合、各地方整備局の本局担当課(技術管理課)が毎月決定するもので、通称、共通単価(局単価)と呼ばれる。主要材料の大部分に設定しており、担当者はこの共通単価を使用することで、合理的に積算することができる。
2. 物価資料による場合で、1.の方法によりがたい場合、物価資料 (建設物価調査会が発行する「建設物価」や経済調査会が発行する「積算資料」)に掲載されている実勢価格(メーカーなどが一般に公表している販売希望価格ではない流通価格)の平均値を採用する。 基本的に共通単価もこの平均値価格となっていることが多い。
3. 局特別調査単価(定期調査)による場合で、1.や2.の方法によりがたい場合、本局担当課で年2回(4月と10月)調査し、材料単価を決定する局特別調査単価(定期調査)を採用する。
4. 局特別調査(臨時調査)で決定した材料単価を採用する場合で、1.〜3.の方法によりがたい場合、 各事務所において必要な資材の単価を調査する局特別調査(臨時調査)を実施して、資材価格を決定する。
5. 見積もりを採用する場合で、1.〜4.の方法によりがたい場合、1工事において調達価格が100万円未満で、 なおかつ1資材の材料単価が10万円未満の場合、「見積もり」によって価格を決定する。
6. 価格変動が著しい場合で、近年の鋼材の単価のように唐突な価格の上昇や降下が生じているときは、「建設物価」や「積算資料」の巻頭ページに掲載される速報価格を採用する。ただし経済情勢の唐突な変化時以外に使うことはあまりない。

単価がわからない際は、当該する事項の見積りを徴収する。見積依頼書には制約条件を明記する必要がある。 見積もりの徴収で注意すべき点としては、以下に留意。
- 参考見積もりを3社に依頼して、調達価格が100万円未満か以上かを判断する。ただし、ほかの工事の実績や、物価資料の類似品目の材料単価から類推可能であれば、参考見積もりは不要となる。
- また、見積もりを徴収する場合、形状寸法や品質、規格、 数量、納入場所、見積もり有効期限などの条件を必ず提示する。
- 見積もり価格は実勢取り引き価格であることを確認する
- 原則として見積もりは3社以上から徴収する

積算に採用する材料単価の決定方法は、異常値を除いた価格の平均価格とする。ただし、見積書の数が多い場合、最頻度価格を採用することになる。
発注者は積算の時点で、工事に必要な材料をどの受注者が仕入れるか、事前にわからない。また、受注者側も発注者が採用した見積価格のままで取り引きできる保証もない。異常値を排除して平均値を採用するのは、そのためである。
発注者側の担当者は往々にして、安い価格を採用しがちであるが、これは国民から徴収した税金を使う公共事業だから、可能な限り安くしなければならないという心理からとされるが、受注者側からすれば「なぜルールを守ってくれないのか」という疑問がわくのは当然であり、誤って採用した単価と正しい単価を比較すると、ものによってはかなりの差額が生じる。材料単価のわずかな差でも、数量分をかけると膨大な差額になる。発注者はあくまでも公平で公正に説明できる基準などに従って積算すべきで、決して「良いとこ取り」をしてはならない。差額を工事に必要な材料の個数分計上することになる。発注者側は 適正な予定価格 を決定するために、基準を順守して正しく積算しなければならない。
発注機関によっては、見積依頼書をきちんと作らずに電話などの口頭で見積もりを依頼するところもあるが、以下のような問題が懸念される。
例えば、様々な規格のある材料で、見積依頼先が想定外の規格を選定して見積もりを提出する場合、あるいは、製品の材料費に施工費や共通仮設費などを含んだ見積もりとなっている場合等。口頭でのやりとりでは、担当技術者がそうした誤りに気付きにくい。また、有効期間を過ぎている見積もりを気付かずに積算に使用してしまうといった問題も起こり得る。
材料によっては、価格変動の激しいものや規格が少し違うだけで、単価が全く異なるものがある。使用したい材料の仕様書や、使用する箇所の図面を添付し、詳細な制約条件などを明記した見積依頼書で依頼することが重要である。
予定価格は発注する月の単価採用でも間違うことは意外によくある。
工種によっては、使える共通単価があまりなく、物価資料からの単価の採用や見積価格ばかりという積算も珍しくない。
例えば、道路の維持工事や修繕工事などの場合で、周辺住民から陳情や要望が寄せられて、ある機能を有した材料を使用せざるを得なくなったり周辺と合わせて同等品以上の材料を使わなければならなかったりすることがある。このような製品は、特殊であったり古くて市場に出回っていなかったりし、物価資料などにない場合がある。見積もりを徴収して価格を決める以外に方法はない。
そのほか、予定価格は発注する月の単価を採用しなければならないことも留意が必要となる。発注者によっては、取り扱いが多少異なるところもある。
国交省の場合、発注する月は「現場説明日(公告日)と入札日が入札参加者に周知された月」としている。例えば、2月に発注予定の工事があったとする。積算や決裁は2月末までに終了したが、事情により周知が3月になると「発注する月」は3月となる。積算に使用する材料単価は、3月の材料単価を使用しなければならない。
共通単価で積算してあれば一括して3月の単価に変更できるが、物価資料の単価を使用していれば、一つずつ確認し直さなければならない。また、見積り価格を採用していて、見積もりの有効期限が2月末であれば、再び見積もりを徴収しなければならないのである。

### 複合単価
建設工事の積算において使用する定番工種について材料、労務その他経費等を既存にまとめてひとつの単価をとしているものがある。これを複合単価という。
とくに建築工事で使用する材料、労務その他経費等をまとめて材工共(ざいこうとも)という。
建築工事内訳書標準書式の工種別内訳書式では、直接工事費の科目について工種を基準に区分し、基礎から躯体、仕上へと概ね工程別に並べている。各科目に属する細目は材料と労務を複合するか、材料費、労務費、機械器具費等、別個の細目計上のもある。
計測や計算で求めた長さ、面積、体積などを細目の名称の数量とし、これに対応して労務等を含む単価とすれば、材工共の単価となる。